# Върбещица
Върбещица (на албански: Vërbeshtica; на сръбски: Врбештица) е село в Косово, разположено в община Щръбце, окръг Феризово. Намира се на 1020 метра надморска височина. Населението според преброяването през 2011 г. е 450 души, от тях: 449 (99,77 %) сърби и 1 (0,22 %) от друга етническа група.

## Население
Численост на населението според преброяванията през годините:
- 1948 – 854 души
- 1953 – 931 души
- 1961 – 1065 души
- 1971 – 1228 души
- 1981 – 925 души
- 1991 – 790 души
- 2011 – 450 души